# Natasha Liu Bordizzo
Natasha Liu Bordizzo, née le 25 août 1994 à Sydney, est une actrice australienne. Elle a fait ses débuts dans Tigre et Dragon 2 de Netflix. En 2022, elle incarne le personnage de Heather dans Day Shift de Netflix. En 2023, elle incarne le personnage de Sabine Wren dans la série Ahsoka de l'univers Star Wars.

## Biographie

### Jeunesse et éducation
Natasha Liu Bordizzo est née à Sydney. Sa mère est chinoise et son père est d'origine italienne. Elle a fréquenté le Sydney Girls High School, puis a commencé à étudier une licence en droit / licence en communication à l'Université de technologie de Sydney lorsqu'elle a été choisie pour jouer un rôle principal dans Tigre et Dragon 2 bien qu'il s'agisse de sa toute première audition. Elle a supposé qu'elle avait été choisie en raison de son âge et de son apparence, de sa maîtrise de l'anglais et de ses capacités en arts martiaux, car elle avait une ceinture noire-noire en taekwondo et s'entraînait au karaté Kenpō.

### Carrière
Pour se préparer à Tigre et Dragon 2, Natasha Liu Bordizzo a suivi un entraînement intensif au combat à l'épée Wudang avec Yuen Woo-ping. En février 2016, à la sortie de Tigre et Dragon 2, elle déménage à Los Angeles pour poursuivre une carrière d'actrice internationale[réf. nécessaire].
En 2017, elle joue dans un second rôle dans The Greatest Showman, un film musical américain de Michael Gracey qui fait là ses débuts en tant que réalisateur, et mettant en vedette Hugh Jackman, Zac Efron, Michelle Williams, Rebecca Ferguson et Zendaya. Elle était très enthousiaste à l'idée de commencer les prises de vues principales à New York, car elle n'avait jamais suivi d'entraînement au chant ou à la danse, deux activités qu'elle trouvait terrifiantes. La première du film a eu lieu le 8 décembre à bord du RMS Queen Mary 2. Il est sorti aux États-Unis le 20 décembre distribué par 20th Century Fox et a rapporté 432 millions de dollars dans le monde, ce qui en fait la cinquième comédie musicale en prise de vues réelles ayant rapporté le plus d'argent de tous les temps.
Natasha Liu Bordizzo joue ensuite dans Attaque à Mumbai (2018), un thriller américano-australien réalisé par Anthony Maras et écrit par John Collee et Maras. Il est basé sur le documentaire de 2009 Surviving Mumbai sur les attentats de Mumbai en 2008 au Taj Mahal Palace Hotel en Inde. Elle interprète le rôle de Bree, un agent de sécurité australien, aux côtés de Dev Patel, Armie Hammer, Nazanin Boniadi et Anupam Kher[réf. nécessaire].
En 2021, elle joue le rôle de Julia dans le film Amazon Prime Video The Voyeurs. Le film est tourné à Montréal en 2019 et raconte l'histoire d'un couple témoin de la vie sexuelle de leurs voisins. Bordizzo a initialement auditionné pour le rôle lors d'un appel vidéo en utilisant un accent américain, mais le réalisateur lui a demandé de conserver son accent australien natif. La même année, elle est la voix de Li Na Wang dans le film d'animation Wish Dragon. Son personnage est une célébrité qui inspire le voyage d'un jeune garçon qui souhaite la retrouver parce qu'ils étaient autrefois des amis d'enfance.
En novembre 2021, elle est choisie pour interpréter Sabine Wren dans la série Star Wars Ahsoka.
Natasha Liu Bordizzo est ambassadrice de Chanel.

## Filmographie

### Longs métrages
- 2016 : Tigre et Dragon 2 (Wo hu cang long 2: Qing ming bao jian) de Yuen Woo-ping : Vase de Neige
- 2017 : The Greatest Showman de Michael Gracey : Deng Yan
- 2018 : Detective Chinatown 2 (Tángrénjiē tàn àn) de Chen Sicheng : Chen Ying
- 2018 : Attaque à Mumbai (Hotel Mumbai) d'Anthony Maras : Bree
- 2019 : Guns Akimbo de Jason Lei Howden : Nova
- 2019 : The Naked Wanderer d'Alan Lindsay : Valerie
- 2021 : The Voyeurs de Michael Mohan : Julia
- 2021 : Le Dragon-génie (Wish Dragon) de Chris Appelhans : Li Na (voix originale)
- 2022 : Day Shift de J. J. Perry : Heather

### Courts métrages
- 2017 : Gong shou dao de Zhang Wen : Maître Yu
- 2018 : Armour de Ben Briand : Riva

### Séries télévisées
- 2019 : The Society : Helena Wu (rôle principal, 10 épisodes)
- 2020 : Most Dangerous Game : Kennedy (rôle récurrent, 4 épisodes)
- 2023 : Ahsoka : Sabine Wren

### Clip vidéo
- 2019 : Walking de Joji et Jackson Wang featuring Swae Lee et Major Lazer réalisé par Eoin Glaister